# 안동 죽송리 영모암
영모암(永慕庵)은 경상북도 안동시 녹전면 죽송리에 있다. 2010년 3월 12일 안동시의 문화유산 제57호로 지정되었다.